# Harry Hermann Spitz
Harry Hermann Spitz (andere Namen: Hermann Spitz und – als Pseudonym – Harry Hermann und Herry Head; * 7. März 1899 in Brünn, Österreich-Ungarn; † 10. Juni 1961 in Hamburg) war ein österreichischer Musiker (Bratsche), Rundfunkredakteur und Dirigent.

## Leben und Wirken
Am 7. März 1899 in Brünn als Hermann Spitz geboren; israelitisch; Rufname „Harry“; Vater: Heinrich Spitz (23. Januar 1863 Boscovice, Tuchhändler – 20. Mai 1942 in Theresienstadt ermordet), Mutter: Clotilde (4. August 1873 geb. Frey, Tochter eines Tuchhändlers – 7. Oktober 1942 in Theresienstadt ermordet). Brüder: Alfred (11. Mai 1897 Brünn – in Auschwitz ermordet) und Johann (15. Februar 1904 Brünn – wahrscheinlich auch in Auschwitz ermordet). Eheschließungen: 1. Rosa Gertrud Breuer (1906–?), Eheschließung am 21. Februar 1933 in Köln, Ehe gelöst am 11. Oktober 1938. 2. Maria Sommer, geb. Klaufer (12. September 1914 – mindestens 1963), Eheschließung am 29. März 1941 in Nizza, Ehe aufgehoben am 8. November 1950. Dieser Ehe entstammt Harrys einziges Kind: Hermann Rudolf Peter Spitz (16. März 1939 in Wien - ?), der 1961 als Alleinerbe auftritt. 3. Gisela Peltzer (* 1926), Eheschließung am 28. August 1951, Scheidung 1960.
Als Harry geboren wurde, wohnte die Familie Spitz in der Brünner Tivoligasse (heute Jiráskova) Nr. 41, wenige Häuser entfernt vom Wohnsitz der Familie des bekannten Schriftstellers Robert Musil. Nach 1910 zog die vermögende Familie nach Wien um; dort Schulabschluss in einer III. Klasse der Bürgerschule. Hermann Spitz studierte in Wien 1915 bis 1920 Musik und wirkte dann vermutlich als Substitut im Orchester der Wiener Philharmoniker mit. 1925 war er Solobratschist und Konzertmeister an der Großen Volksoper Berlin (kurzzeitiger Name für das Theater des Westens in der Kantstraße). Etwa zur gleichen Zeit gründete er zusammen mit Daniel Karpilowsky (1. Violine), Mauritz Stromfeld (2. Violine) und Walter Lutz (Violoncello) das Guarneri-Quartett (nicht zu verwechseln mit dem 1964 gegründeten gleichnamigen Ensemble), mit dem er Konzertreisen in zahlreiche europäische Länder unternahm. Eine Infektion, die er sich auf einer der Gastspielreisen zuzog und die Lähmungen des linken Ringfingers hervorrief, beendete 1928 seine Karriere als Instrumentalist.
1929 ging er nach Köln zur WERAG, wo er als Leiter der Konzert- und Schallplattenabteilung in den folgenden Jahren das Musikprogramm entscheidend prägte. Als Dirigent klassischer Musik war er häufig mit verschiedenen Solisten und Orchestern im Rundfunk zu hören. Außerdem gründete er das Jazz-Tanzorchester „Herry Head mit seinem Orchester“, das fester Bestandteil des Senders wurde und von dem Schallplattenaufnahmen aus dem Jahr 1931 existieren. Nach der Machtergreifung der Nationalsozialisten wurde er von diesen als Redakteur entlassen. Sofort wurde er von der Gestapo Köln verhaftet und sollte ins KZ Columbia-Haus Berlin gebracht werden, konnte jedoch nach Intervention eines österreichischen Konsuls wieder entlassen werden. Spitz floh über Belgien nach Neapel, später wieder nach Wien. Am 13. März 1938, am Tag des Anschlusses Österreichs an Deutschland, wurde er erneut verhaftet und ins KZ Dachau gebracht. Doch er erhielt ein Einreisevisum nach Frankreich und wurde erneut freigelassen. Er wirkte dann vermutlich als Kapellmeister von Tanzmusikformationen in Neapel (bis 1938) und Monte Carlo (bis 1939).
Am 3. September 1939 wurde er in Nizza, also in dem von deutschen Truppen nicht besetzten Teil Frankreichs, als unerwünschter Ausländer von der französischen Polizei verhaftet und zunächst als „prestataire“ in das Lager Les Milles (Südfrankreich) und wenig später in das Lager La Simonette (Forcalqier) überstellt. 1941 weilte er möglicherweise mehrere Monate in dem Internierungslager der Fremdenlegion in Djelfa (Algerien). Infolge eines Abkommens zwischen Vichy-Frankreich und Deutschland wurde er Anfang 1942 in das Sammellager Drancy bei Paris gebracht und an die Gestapo ausgeliefert, die ihn im September 1942 nach Auschwitz verschleppte: Konzentrationslager Auschwitz-Birkenau (bis Februar 1944), Monowitz (bis März 1944), sodann Fürstengrube und Mittelbau-Dora (bis März 1945), von wo er auf einen Todesmarsch geschickt wurde. Im Zuge der schwedischen „Aktion Bernadotte“ wurde er Anfang Mai 1945 nach Trelleborg gebracht. In der Konzertsaison 1945–1946 war er als Aushilfs-Bratschist im Royal Stockholm Philharmonic Orchestra engagiert. Im Herbst 1947 wurde er Leiter der Musikabteilung des Nordwestdeutschen Rundfunks (NWDR) in Hamburg.

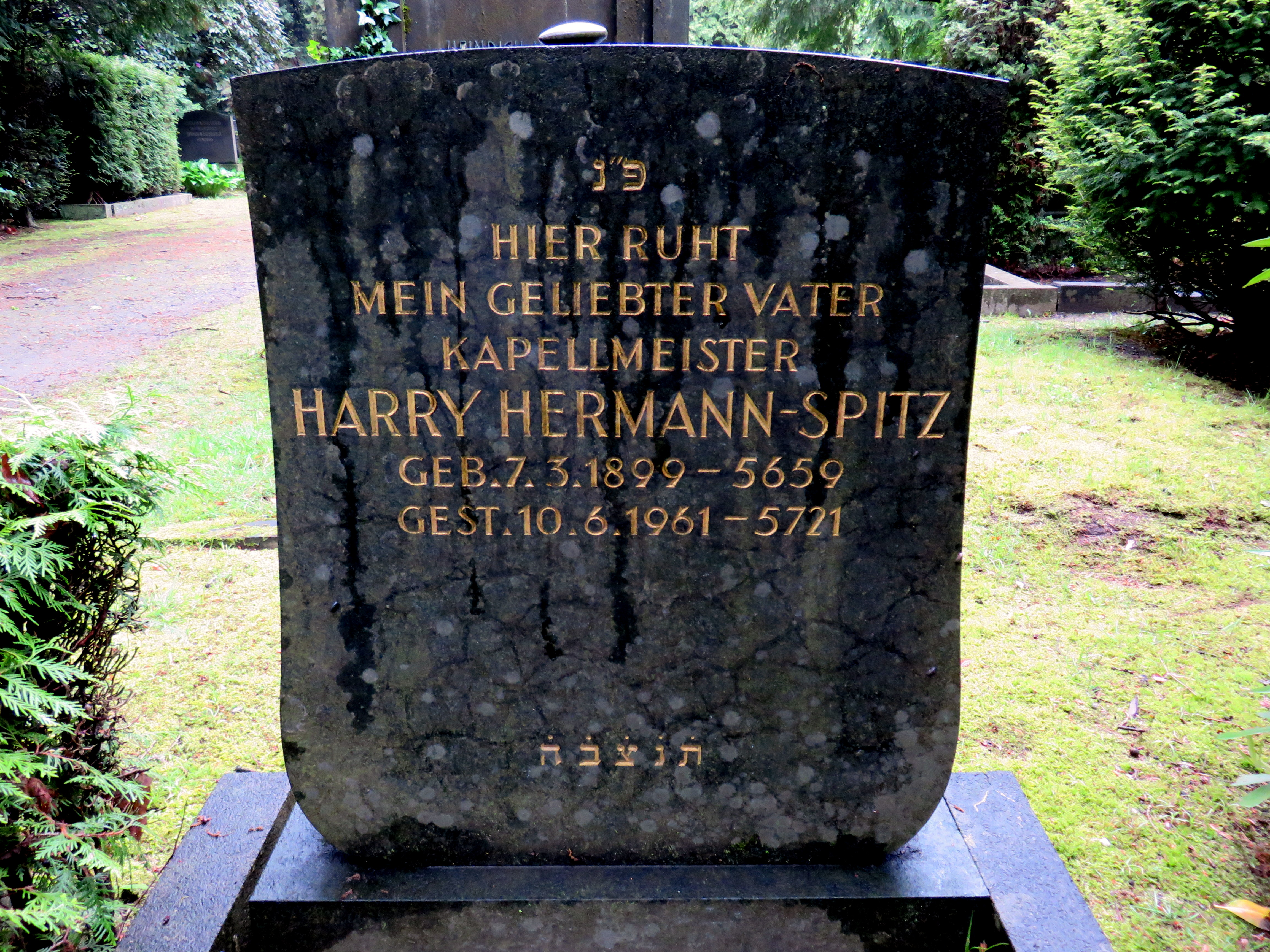
Grabstein „Kapellmeister
Harry Hermann-Spitz“,
Jüdischer Friedhof Ohlsdorf (Ilandkoppel)

Wenig später gründete er sein eigenes Tanzorchester, das „Orchester Harry Hermann“, das 1948 zum ersten Mal auftrat und mehr als ein Jahrzehnt lang für moderne Unterhaltungsmusik sorgte, wobei sich der Stil des Orchesters eng an den des damals berühmten Anglo-Italieners Mantovani anlehnte. Hermann Spitz und sein Orchester wurden in Sendungen wie „Melodie der Welt“ und „Musik für Millionen“ einem großen Rundfunk- und Fernsehpublikum präsentiert. Als Eröffnungsmusik des Orchesters fungierten neben den von Mantovani bevorzugten Melodien (Charmaine etc.) vor allem Stücke von George Gershwin (u. a. Rhapsody in Blue und Ein Amerikaner in Paris).
Rechtsgerichtete Kreise warfen Spitz Ende 1955 Unterschlagung, Betrug und Fälschung seiner Biographie vor; polizeiliche Ermittlungen folgten. Obwohl die Beschuldigungen sich rasch als haltlos erwiesen und das Verfahren eingestellt wurde, erholte Spitz sich von dieser Intrige nicht mehr. Im Mai 1956 legte er sein Amt als Hauptabteilungsleiter Musik des Norddeutschen Rundfunks nieder; lediglich das Orchester Harry Hermann führte er weiter. Gesundheitlich schwer angeschlagen, starb Harry Hermann Spitz am 10. Juni 1961 in Hamburg und wurde auf dem Jüdischen Friedhof an der Ilandkoppel in Hamburg-Ohlsdorf beigesetzt.

## Diskografie
- Herry Head mit seinem Orchester: Happy end / Sing you sinners (Homocord 4-4145, 7″-Single 1931)
- Herry Head mit seinem Orchester: Sag nur warum? / Ich und du, wir sind verliebt (beide mit Gesang Luigi Bernauer; Homocord 4-4144 7″-Single 1931)
- Harry Hermann und sein Orchester: Intermezzo in Sweet – Musik zum Träumen (Polydor 10"-EP, März 1955)
- Harry Hermann und sein Orchester: Serenade in Sweet – Musik zum Träumen (Polydor 10"-EP, Juli 1955)
- Harry Hermann und sein Orchester: Allen bekannt – im neuen Gewand (Ariola 36778C 7"-EP)
- Harry Hermann. Das Orchester. (1995)
- Harry Hermann. Sinfonische Tanzmusik. (2005)

## Filmografie / Video-Dokumentationen
- 1949: Hallo, Fräulein! – als Dirigent des RTO-Orchester des NWDR
- 1952: Die Diebin von Bagdad – als Dirigent des NWDR-Orchesters
- NDR Wochenspiegel vom 14. März 1954: Oper „Moses und Aron“ von Arnold Schönberg (NDR-Archiv)
- NDR-Übertragung eines öffentlichen Konzerts aus der Kieler Ostseehalle am 25. April 1956 (NDR-Archiv)